# Поццан, Туллио
Туллио Поццан (итал. Tullio Pozzan; 22 февраля 1949, Венеция — 16 октября 2022, Падуя, Венеция) — итальянский биохимик.
Профессор Падуанского университета, директор отдела биомедицинских наук National Research Council (Italy), член Академии деи Линчеи (2001), Канадского королевского общества (2013), иностранный член Национальной академии наук США (2006) и Лондонского королевского общества (2018).

## Биография
Окончил Падуанский университет с докторской степенью по медицине (1973) и затем преподавал там же, в 1992—2003 гг. заведовал кафедрой биомедицины. С 1978 по 1981 год как стипендиат EMBO в качестве постдока работал на кафедре биохимии Кембриджа. С 1986 года профессор Университета Феррары. Возглавлял отдел биомедицинских наук National Research Council (Italy) (с 2012), а перед тем с 2009 года являлся директором Института нейронаук CNR. Являлся приглашённым профессором швейцарского Женевского университета (1985) и парижского Института Кюри (1998). Сотрудничал с Роджером Тсиеном, впоследствии нобелевским лауреатом 2008 года. В 2001 году — президент Гордоновской конференции по Calcium signaling. С 2010 года — член редколлегии Cell Calcium. С 1997 по 2004 год президент Итальянского общества клеточной биологии, с 1999 по 2001 год президент Европейской организации по биологии клетки (European Cell Biology Organization). Член EMBO (1994) и Европейской академии (1998). Автор более 350 статей.